# Masdevallia tentaculata
Masdevallia tentaculata är en orkidéart som beskrevs av Carlyle August Luer. Masdevallia tentaculata ingår i släktet Masdevallia och familjen orkidéer. Inga underarter finns listade i Catalogue of Life.